# Џамал Мари
Џамал Мари (енгл. Jamal Murray; Киченер, 23. фебруар 1997) канадски је кошаркаш. Игра на позицији плејмејкера, а тренутно наступа за Денвер нагетсе.
Освојио је НБА титулу са Денвер нагетсима у сезони 2022/23. и био један од најзаслужнијих за победу у финалној серији против Мајами хита.

## Играчка каријера
Џамал Мари је рођен у Киченеру, у Онтарију. Мајка му се зове Силвија и отац Роџер. Отац, који је пореклом са Јамајке, и који се са девет година преселио у Канаду је био његов први тренер. Џамал има млађег брата, Ламара.
Џамал је почео да тренира кошарку са шест година, . Похађао је средњу школу „Гранд Ривер” у Киченеру, а касније је прешао у Оранџвил Преп у Оранџвилу, где је његов отац био помоћни тренер. На такмичењу Најк хоп самит 2015. гпдине, постигао је 30 поена и добио МВП награду.
Дана 24. јуна 2015, прешао је у кошаркашки колеџ клуб Кентаки вајлкетсе. У периоду од 2015. до 2016. године, био је уврштен у Топ 25 листу за награду Џон Р. Вуден. Одиграо је 36 утакмица, у просеку је постизао 20 поена, 5,2 скокова и 2,2 асистенције док му је проценат шута за три поена би 40,8%. У априлу 2016. године, пријавио се за НБА драфт.
Дана 23. јуна 2016. године, Мари је изабран од стране Денвер нагетсе као седми пик у првој рунди НБА драфта 2016. Већ 9. августа 2016. потписао је професионални уговор са Нагетсима. Дана 13. новембра 2016. године постигао је 19 поена у поразу од 112:105 против Портланд трејлблејзерса. Затим је био најефикаснији 22. новембра, постигавши 24 поена у победи над Чикаго булсима. Дана 1. децембра проглашен је за новајлију месеца Западне конференције за добре партије у октобру и новембру. Дана 17. фебруара 2017. Мари је проглашен за МВП звезду у успону након што је постигао 36 поена и 11 асистенција у победи над тимом САД у оквиру Ол-стар викенда. Дана 7. априла 2017. године постигао је 30 поена кад су Нагетси победили Њу Орлеанс пеликансе са 122:106 у гостима. На крају сезоне, именован је у другу поставу идеалног тима новајлија.
Рекорд каријере са 48 постигнутих поена, Мари је остварио 5. новембра 2018. у победи од 115:107 над Бостон селтиксима. Поред Николе Јокића, један је од најзаслужнијих за улазак Денвера у доигравање са друге позиције у сезони 2018/19. У првој рунди доигравања Нагетси су избацили Сан Антонио спарсе после седам одиграних утакмица и тако после десет година прошли су прву рунду доигравања.

## Успеси
- Денвер нагетси:
  - НБА (1): 2022/23.

### Појединачни
- Идеални тим новајлија НБА — друга постава: 2016/17.

## Статистика

### НБА статистика

#### Регуларни део сезоне
| Сезона   | Екипа          | ОУ  | СУ  | МПУ  | ПШ%  | 3П%  | СБ%  | СПУ | АПУ | УПУ | БПУ | ППУ  |
| -------- | -------------- | --- | --- | ---- | ---- | ---- | ---- | --- | --- | --- | --- | ---- |
| 2016/17. | Денвер нагетси | 82  | 10  | 21.5 | .404 | .334 | .883 | 2.6 | 2.1 | .6  | .3  | 9.9  |
| 2017/18. | Денвер нагетси | 81  | 80  | 31.7 | .451 | .378 | .905 | 3.7 | 3.4 | 1.0 | .3  | 16.7 |
| 2018/19. | Денвер нагетси | 75  | 74  | 32.6 | .437 | .367 | .848 | 4.2 | 4.8 | .9  | .4  | 18.2 |
| 2019/20. | Денвер нагетси | 59  | 59  | 32.3 | .456 | .346 | .881 | 4.0 | 4.8 | 1.1 | .3  | 18.5 |
| 2020/21. | Денвер нагетси | 48  | 48  | 35.5 | .477 | .408 | .869 | 4.0 | 4.8 | 1.3 | .3  | 21.2 |
| 2021/22. | Денвер нагетси | 0   | 0   | 0    | 0    | 0    | .0   | 0   | 0   | 0   | 0   | 0    |
| 2022/23. | Денвер нагетси | 64  | 64  | 32.9 | .453 | .398 | .832 | 4.0 | 6.2 | 1.0 | .2  | 20.0 |
| Укупно   | Укупно         | 409 | 335 | 30.5 | .447 | .373 | .869 | 3.7 | 4.2 | 1.0 | .3  | 16.9 |

#### Плеј−оф
| Сезона | Екипа          | ОУ | СУ | МПУ  | ПШ%  | 3П%  | СБ%  | СПУ | АПУ | УПУ | БПУ | ППУ  |
| ------ | -------------- | -- | -- | ---- | ---- | ---- | ---- | --- | --- | --- | --- | ---- |
| 2019.  | Денвер нагетси | 14 | 14 | 36.3 | .425 | .337 | .903 | 4.4 | 4.7 | 1.0 | .1  | 21.3 |
| 2020.  | Денвер нагетси | 19 | 19 | 39.6 | .505 | .453 | .897 | 4.8 | 6.6 | .9  | .3  | 26.5 |
| 2023.  | Денвер нагетси | 20 | 20 | 39.9 | .473 | .396 | .926 | 5.7 | 7.1 | 1.5 | .3  | 26.1 |
| Укупно | Укупно         | 53 | 53 | 38.9 | .473 | .404 | .910 | 5.0 | 6.3 | 1.2 | .2  | 25.0 |

### Колеџ
| Сезона  | Екипа   | ОУ | СУ | МПУ  | ПШ%  | 3П%  | СБ%  | СПУ | АПУ | УПУ | БПУ | ППУ  |
| ------- | ------- | -- | -- | ---- | ---- | ---- | ---- | --- | --- | --- | --- | ---- |
| 2015/16 | Кентаки | 36 | 36 | 35.2 | .454 | .408 | .783 | 5.2 | 2.2 | 1.0 | .3  | 20.0 |

## Репрезентативна каријера
Мари је представљао Канаду на ФИБА шампионату Америке до 16 година у Уругвају 2013. и просечно је постизао 17 поена, имао 6 скокова и 2,4 украдене лопте по утакмици доводећи тим до бронзане медаље. Играо је за репрезентацију Канаде на Пан америчким играма 2015. године, помажући тиму да освоји сребрну медаљу. Његов коначни просек на турниру био је 16,0 поена, 3,2 скока и 2,4 асистенције по утакмици, док је шутирао 45,9% из игре.
Дана 24. маја 2022, Мари је пристао на трогодишњу обавезу да игра са канадском сениорском мушком репрезентацијом.